# Chatham (Virginia)
Chatham város az USA Virginia államában. Lakosainak száma 1232 fő (2020. április 1.).

## Népesség
A település népességének változása:
| Lakosok száma | 1338 | 1269 | 1232 |
|               | 2000 | 2010 | 2020 |